# Santo Isidoro (Marco de Canaveses)

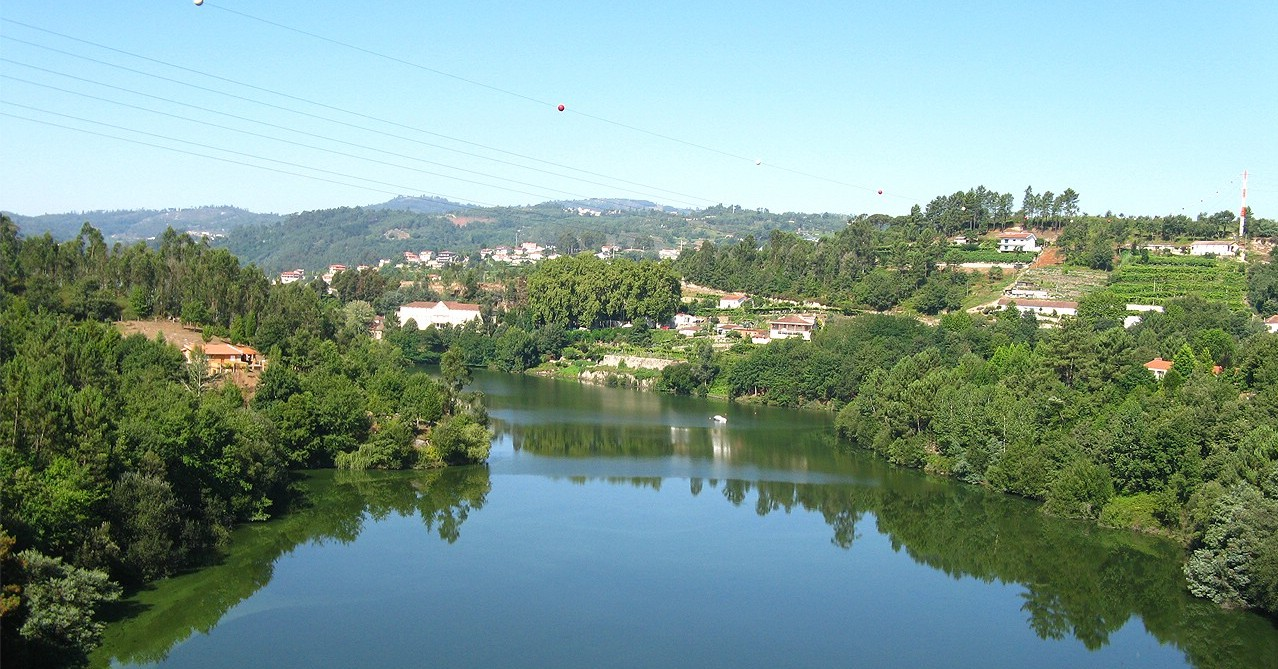
Vista do rio Tâmega, na antiga freguesia de Santo Isidro.

Santo Isidoro é uma povoação portuguesa do Município de Marco de Canaveses que foi sede da extinta Freguesia de Santo Isidoro, freguesia que tinha 3,70 km² de área e 1 495 habitantes (2011), e, por isso, uma densidade populacional de 404,1 hab/km².
A Freguesia de Santo Isidoro foi extinta pela reorganização administrativa de 2013, tendo o seu território sido agregrado ao da Freguesia de Livração para criar a Freguesia de Santo Isidoro e Livração.

## População
| População da freguesia de Santo Isidoro | População da freguesia de Santo Isidoro | População da freguesia de Santo Isidoro | População da freguesia de Santo Isidoro | População da freguesia de Santo Isidoro | População da freguesia de Santo Isidoro | População da freguesia de Santo Isidoro | População da freguesia de Santo Isidoro | População da freguesia de Santo Isidoro | População da freguesia de Santo Isidoro | População da freguesia de Santo Isidoro | População da freguesia de Santo Isidoro | População da freguesia de Santo Isidoro | População da freguesia de Santo Isidoro | População da freguesia de Santo Isidoro |
| --------------------------------------- | --------------------------------------- | --------------------------------------- | --------------------------------------- | --------------------------------------- | --------------------------------------- | --------------------------------------- | --------------------------------------- | --------------------------------------- | --------------------------------------- | --------------------------------------- | --------------------------------------- | --------------------------------------- | --------------------------------------- | --------------------------------------- |
| 1864                                    | 1878                                    | 1890                                    | 1900                                    | 1911                                    | 1920                                    | 1930                                    | 1940                                    | 1950                                    | 1960                                    | 1970                                    | 1981                                    | 1991                                    | 2001                                    | 2011                                    |
| 475                                     | 509                                     | 607                                     | 694                                     | 833                                     | 879                                     | 1 062                                   | 1 185                                   | 1 372                                   | 1 356                                   | 1 444                                   | 1 550                                   | 1 474                                   | 1 590                                   | 1 495                                   |

| Distribuição da População por Grupos Etários | Distribuição da População por Grupos Etários | Distribuição da População por Grupos Etários | Distribuição da População por Grupos Etários | Distribuição da População por Grupos Etários | Distribuição da População por Grupos Etários | Distribuição da População por Grupos Etários | Distribuição da População por Grupos Etários | Distribuição da População por Grupos Etários | Distribuição da População por Grupos Etários |
| -------------------------------------------- | -------------------------------------------- | -------------------------------------------- | -------------------------------------------- | -------------------------------------------- | -------------------------------------------- | -------------------------------------------- | -------------------------------------------- | -------------------------------------------- | -------------------------------------------- |
| Ano                                          | 0-14 Anos                                    | 15-24 Anos                                   | 25-64 Anos                                   | > 65 Anos                                    |                                              | 0-14 Anos                                    | 15-24 Anos                                   | 25-64 Anos                                   | > 65 Anos                                    |
| 2001                                         | 267                                          | 241                                          | 878                                          | 204                                          |                                              | 16,8%                                        | 15,2%                                        | 55,2%                                        | 12,8%                                        |
| 2011                                         | 193                                          | 184                                          | 890                                          | 228                                          |                                              | 12,9%                                        | 12,3%                                        | 59,5%                                        | 15,3%                                        |

## Património
- Igreja de Santo Isidoro